# Štefan Vladislav II.
Štefan Vladislav II. Nemanjić (srbsko Стефан Владислав II Немањић, Stefan Vladislav II Nemanjić) je bil deželni vladar v Ogrski in Srbiji, samozvani srbski kralj  in od leta 1321 do 1324 kralj Sremskega kraljestva, * 1280, † 1325, Ogrsko kraljestvo.
Bil je sin srbskega kralja Štefana Dragutina in ogrske princese Kataline Arpad. 
Leta 1292 je od ogrskega kralja Andreja III. dobil v začasno upravljanje vojvodino Slavonijo, po smrti očeta Dragutina marca 1316 pa je prevzel oblast v Sremskem kraljestvu. Po Deževskem sporazumu iz leta 1282 bi lahko srbski prestol zasedel šele po smrti svojega strica Štefana Uroša II. Milutina, zato je vladal samo v severnem delu Srbije. Sporazum je verjetno sprožil spor, v katerem je Milutin hitro premagal Vladislava in ga aretiral. 
Po Milutinovi smrti leta 1321 je bil Vladislav osvobojen in s pomočjo Ogrov ponovno zavladal v Sremskem kraljestvu. Proglasil se je za kralja Štefana Vladislava II. in bil v spopadu s pristaši Milutinovega sina Štefana Dečanskega v bližini Rudnika poražen. Leta 1324 se je umaknil na Ogrsko. Na njegovem ozemlju v Bosni je zavladal ban Štefan II.